# Битка код Аркадиополиса
Битка код Аркадиополиса вођена је 970. године између снага Византијског царства предвођених Вардом Склиром са једне и руским снагама, појачаним бугарским, печенешким и мађарским одредима са друге стране. Претходних година, руски владар Светослав освојио је Бугарску и, као моћнији сусед, одмах се сукобио са Византијом. Руске снаге напредовале су кроз Траију ка Цариграду, када су их дочекале византијске снаге под Склиром. Имајући мање људи од Руса, Склир је припремио заседу и напао Русе делом својих снага, док је остатке поставио у заседу у коју је, повлачећи се, навукао непријатеља. Остатак руске војске се након продора Византинаца повукао у паници, трпивши велике губитке приликом прогона. Византијска победа код Аркадиополиса значајна је јер је омогућила Јовану I Цимискију да учврсти своју власт и да организује велику експедицију која је истерала Светослава са Балкана наредне године.

## Увод
Бугарско изасланство посетило је 965. или 966. године византијског цара Нићифора II Фоку (963—969) у Цариграду, како би примило годишњи данак кога су две државе уговориле као цену мира 927. године. Низ победа над Арабљанима на Истоку, које су довеле до освајања Крита, Кипра и Киликије, навео је Нићифора да одбије да исплати данак. Бугарски посланици су претучени, а византијски цар шаље војску да протера бугарске граничне трупе у Тракији.
Нићифоров поступак била је јасна објава рата. Византијске снаге су углавном биле заокупљене борбама на истоку. Стога је византијски цар прибегао традиционалном византијском средству окретања једног народа против непријатеља. Он се за помоћ обратио Русима, који су живели далеко на северу, у данашњој Украјини. Послао је патрикија Калокироса Светославу, владару Руса, са којим су Византинци одржавали блиске односе. Светослав је прихватио позив и напао Бугарску 967. или 968. године. Силовит напад морао је бити прекинут, јер се Светослав морао вратити у Кијев како би земљу бранио од напада Печенега. Бугарски цар Петар I био је присиљен на преговоре који су довели до услова мира погодних за Византију. Међутим, то је било само краткотрајно примирје. Успешан продор пробудио је у Светославу жељу да освоји читаву Бугарску и тамо успостави своју власт. Вратио се на Балкан јула или августа 969. године и освојио читаву бугарску у року од неколико месеци.
Нићифорова политика окренула се против њега: уместо мира на Балкану појавио се нови, још моћнији непријатељ, а велики део бугарског племства стао је на страну руског кнеза. Цар је, међутим, убијен децембра 969. године, а његов наследник, Јован I Цимискије (969—976) ступио је у преговоре са Русима. Светослав се одазвао Јовановим молбама за покретање преговора. Руски кнез је наводно тражио да Византинци напусте своје балканске територије и да се повуку у Малу Азију. Сам Јован, који је био заузет учвршћивањем свог положаја и супротстављању моћној породици Фока, поверио је вођење рата доместику схоли Варди Склиру и евнуху стратопедарху Петру. На руске земље слати су шпијуни како би се откриле намере непријатеља.
На вест о томе, моћна руска војска, заједно са Бугарима и Печенезима, кренула ка југу. Након заузећа Филипопоља (данашњи Пловдив) у Тракији, они заобилазе добро утврђени Хадријанопољ и окрећу се према Цариграду. Величина руске војске није позната. Јован Скилица пише да је у питању била читава руска војска од невероватних 308.000 људи. Савременик Лав Ђакон помиње бројку од "преко 30.000 људи"; насупрот томе руска Примарна хроника (Повест минулих лета) бележи да је читава руска војска бројала 30.000 људи, док је код Аркадиополиса учествовало око 10.000 људи против 100.000 Византинаца. Јасно је, међутим, да су Византинци били бројчано инфериорнији, те да су руске снаге код Аркадиополиса биле ојачане значајним бројем Бугара, као и Печенезима и "Турцима" (Мађарима).

## Битка
Склир је на брзину окупио 10 до 12.000 људи и кренуо у сусрет Русима. Две армије сусреле су се у близини Аркадиополиса (данашњи Лулебургаз у Турској), на око 80 km западно од Цариграда. Два примарна византијска извора о овој бици разликују се по питању описа догађаја пре битке: Лав Ђакон извештава да је Склир послао извиђачки одред на челу са патрикијем Јованом Алексејем, а да је битка отпочела следећег дана. Скиличина хроника извештава да је Склир остао неколико дана са својим људима унутар зидина Аркадиополиса, док су се Руси налазили у близини, и да је одбио да их нападне у отвореној бици. Према Скилици, Руси су били убеђени да се царска војска боји да их нападне и да су због тога пљачкали околна села и занемарили одбрану својих логора, проводећи ноћи у безбрижним уживањима.
Када је Склир коначно напустио Аркадиополис, поделио је снаге у три групе: две су биле постављене у заседу на шумовитим странама пута који су водили према руском логору, док је трећи (вероватно 2 до 3000 људи) био смештен у центар, да нападне руску војску (вероватно под командом Алексеја или самог Склира). Византинци су се убрзо упустили у борбу са Печенезима, који их потискују. Склирова војска уредно се повлачила наводивши Печенеге да се одвоје од главнине руске војске. Сукоб је био жесток и крвав и показао је издржљивост и дисциплину византијске војске. Према Лаву Ђакону, један од Печенега успео је да стигне до самог Склира и да га удари мачем, али је византијског војсковођу заштитио шлем. Склиров млађи брат Констатин пристигао му је у помоћ, убивши Печенега.
Када је противничка војска дошла на место где је припремљена заседа, Варда Склир је наредио трупама које су до тада биле скривене, да нападну Печенеге на боковима и са задње стране. Одсечени и окружени, Печенези су почели у паници да беже. Један од њихових вођа покушао је да организује отпор, али га је напао и убио сам Варда Склир једним ударцем мача којим је, наводно, одсекао његово тело од главе до струка. Уследио је напад Византинаца на бугарске одреде, који су такође тешко поражени. Византијске жртве у бици биле су ниске (према Скилици 25, а према Лаву Ђакону 55 људи), али су изгубили много коња од печенешких стрелаца, док су губици руских снага, иако свакако мањи од 20.000 људи колико помиње Лав Ђакон, вероватно износили неколико хиљада.

## Последице
Византинци нису били у стању да искористе победу код Аркадиополиса, нити да истерају остатке Руса са Балкана, јер је Варда Фока Млађи подигао побуну против Македонске династије у Малој Азији. Варда Склир и његове снаге повучене су на ове просторе, док је Светослав ограничавао своје упаде на област северно од Балканских планина. На пролеће следеће године угушена је побуна Варде Фоке, те је Цимискије, на челу византијске војске, кренуо ка северу Бугарске. Византинци заузимају бугарску престоницу Преслав, заробивши бугарског цара Бориса II. Руси су блокирани у тврђави Доростру(данашња Силистрија). Након тромесечне опсаде и низа битака пред градским зидинама, Светослав је признао пораз и напустио Бугарску.
У мађарској историографији, битка код Аркадиополиса сматра се задњим окршајем Мађара и Византинаца и задњим поглављем мађарских упада у Европу, који су почели још крајем 9. века. Након ове битке, кнез Геза је учврстио своју власт и подржао хришћанске мисије из западне Европе, што је довело до покрштавања Мађара и оснивања хришћанског Угарског краљевства почетком новог миленијума.